# George McNamara
George McNamara, kanadski hokejist in hokejski trener, * 26. avgust 1886, Penetaguishene, Ontario, Kanada, † 10. marec 1952. 
Igral je na položaju branilca za različna moštva, med drugim tudi za NHA moštva Toronto Tecumsehs, Toronto Ontarios, Toronto Blueshirts, Toronto Shamrocks in 228. bataljon iz Toronta. Imel je dva brata, ki sta tudi profesionalno igrala hokej na ledu, Harolda in Howarda. 

## Kariera
V mladosti se je Georgeva družina preselila v Sault Ste. Marie, Ontario, in tam se je tudi naučil prvih hokejskih spretnosti, pri moštvu Sault Ste. Marie Marlboros. Profesionalno je debitiral v sezoni 1906/07, tedaj je klub nastopal v ligi International Professional Hockey League.
George je bil z bratom Howardom, ki je bil tudi za kratek čas član moštva Marlboros, poznan pod vzdevkom "Dynamite Twins" ("Dinamitna dvojčka"), ki se ju je prijel zaradi njunih silovitih body-checkov in njune orjaške postave. 
Liga IPHL je leta 1907 razpadla, ko se je izključno amaterska igra umaknila profesionalizmu, ki ga tedaj v Kanadi še niso postali, v ZDA pa je delovala liga IPHL in WPHL pred njo, ki sta bili obe polno profesionalni od leta 1903. Ob pojavu profesionalnih lig tudi v Kanadi so tako profesionalni kanadski igralci, ki so do tedaj igrali v ZDA, prihajali domov, kjer so bile tudi plače večje. Za McNamaro, velikega in robustnega branilca, se je zanimalo veliko kanadskih moštev in od 1908 do 1913 je igral za štiri različna moštva. 
Čeprav ga nasprotniki običajno niso obravnavali kot večjo grožnjo za gol, pa je za moštvo Waterloo Colts v ligi Ontario Professional Hockey League v sezoni 1910/11 zabil 15 golov na 16 tekmah. 
Leta 1914 je z moštvom Toronto Blueshirts osvojil Stanleyjev pokal. Njegova profesionalna kariera je bila prekinjena, ko se je pridružil kanadski vojski med prvo svetovno vojno. Igral je še za vojaško moštvo 228. bataljon iz Toronta v ligi National Hockey Association, dokler ga niso 10. februarja 1917 poslali čez ocean na evropsko bojišče. 
Ko se je vrnil iz vojaške službe, je postal trener moštva Sault Ste. Marie Greyhounds in ga povedel do Pokala Allan leta 1924. 
Leta 1958 je bil sprejet v Hokejski hram slavnih lige NHL. 

### Pregled kariere
Odebeljeno - reprezentančni nastopi, glej tudi Statistika pri hokeju na ledu.
| Moštvo                     | Liga             | Sezona  |    | Redni del | Redni del | Redni del | Redni del | Redni del | Redni del |   | Končnica | Končnica | Končnica | Končnica | Končnica | Končnica |
| -------------------------- | ---------------- | ------- | -- | --------- | --------- | --------- | --------- | --------- | --------- | - | -------- | -------- | -------- | -------- | -------- | -------- |
| Moštvo                     | Liga             | Sezona  | OT | G         | P         | T         | +/-       | KM        | OT        | G | P        | T        | +/-      | KM       |          |          |
| Sault Ste. Marie Marlboros | IPHL             | 1906/07 |    | 3         | 0         | 0         | 0         |           | 0         |   |          |          |          |          |          |          |
| Montreal Shamrocks         | ECAHA            | 1907/08 |    | 10        | 3         | 0         | 3         |           | 34        |   |          |          |          |          |          |          |
| Montreal Shamrocks         | ECHA             | 1908/09 |    | 12        | 4         | 0         | 4         |           | 60        |   |          |          |          |          |          |          |
| Waterloo Colts             | OPHL             | 1910/11 |    | 16        | 15        | 0         | 15        |           |           |   | 1        | 0        | 0        | 0        |          |          |
| Halifax Crescents          | MPHL             | 11/12   |    | 10        | 2         | 0         | 2         |           | 24        |   |          |          |          |          |          |          |
| Toronto Tecumsehs          | NHA              | 12/13   |    | 20        | 4         | 0         | 4         |           | 23        |   |          |          |          |          |          |          |
| Toronto Tecumsehs          | Ekshib.          | 12/13   |    | 2         | 2         | 0         | 2         |           | 0         |   |          |          |          |          |          |          |
| Toronto Ontarios           | NHA              | 13/14   |    | 9         | 0         | 1         | 1         |           | 0         |   |          |          |          |          |          |          |
| Toronto Blueshirts         | NHA              | 13/14   |    | 9         | 0         | 1         | 1         |           | 2         |   |          |          |          |          |          |          |
| Toronto Blueshirts         | Stanleyjev pokal | 13/14   |    |           |           |           |           |           |           |   | 3        | 2        | 0        | 2        |          | 0        |
| Toronto Shamrocks          | NHA              | 14/15   |    | 18        | 4         | 8         | 12        |           | 67        |   |          |          |          |          |          |          |
| Toronto Blueshirts         | NHA              | 15/16   |    | 23        | 5         | 2         | 7         |           | 74        |   |          |          |          |          |          |          |
| 228. bataljon iz Toronta   | NHA              | 16/17   |    | 11        | 2         | 1         | 3         |           | 15        |   |          |          |          |          |          |          |
| Skupaj                     |                  |         |    | 143       | 41        | 13        | 54        |           | 299       |   | 4        | 2        | 0        | 2        |          | 0        |